# Hua Hin
Hua Hin (Tajsko: หัวหิน) je mesto na Tajskem. Ima eno izmed bolj znanih mestnih plaž. Lociran je v severnem delu polotoka Malay, okoli 200 km južno od Bangkoka. Ima 84.883 prebivalcev na območju 911 km2, je eden od osmih okrožji (Amphoe) v pokrajini Prachuap Khiri Khan.
Hua Hin je tesno povezano s tajsko kraljevino. Zgolj 25 kilometrov narazen, Hua Hin, ki se nahaja v Prachuap Khiri Khan provinci ima veliko zanimivosti, med katerimi izstopajo nacionalni parki in zgodovinska mesta.

## Zgodovina
Leta 1834, preden je nastalo ime Hua Hin, je nekatere kemtijske površine v provinci Phetchaburi prizadela huda suša. Skupina kmetov se je zato preselila proti jugu, dokler niso našli majhno naselje, ki ima svetle svetle peščene plaže in vrste skal vzdolž plaže. Naselili so se tu in jo poimenovala Samore Riang (Tajska สมอ เรียง), kar pomeni skale v vrstah.
Leta 1921 je direktor državne železnice, Prince Purachatra, zgradili železniški hotel v bližini plaže. Kralju Prajadhipok (Rama VII) je bilo mesto tako všeč, da je zgradil poletno palačo. Palača je dobila ime Wang Klai Kang Won ("Daleč od skrbi"). Sedaj se palača uporablja za namene Tajskega kralja. Njegova kraljeva visokost princ Krom Phra Naresworarit je bil prvi član kraljeve družine za izgradnjo skupine palač na Ban Laem Hin, ki se imenuje Sukaves, kateri pa je dal plaži ob svoji palači ime Hua Hin.
Leta 1932  je bil Hua Hin del Pran Buri okrožja. Leta 1949 je bil Hua Hin povišan v okrožje v Prachuap Khiri Khan pokrajini. Po izgradnji južne železnice je Hua Hin postala prva in najbolj priljubljena plaža na Tajskem.

## Podnebje
Hua Hin ima tropsko podnebje z visoko vlažnostjo in občasnim deževjem. Na splošno je najugodnejša sezona od novembra do februarja. Najbolj vroči meseci so od marca do maja. Deževno obdobje se začne junija in konča v oktobru. Vreme je tropsko, kar prinese občasna kratka in močna deževja.

## Mesto Hua Hin
Mesto Hua Hin (เทศบาล เมือง หัวหิน) je na obali Hua Hin okrožja. Rasteza se na površini okoli 86.36 km2, mesto pa ima 50.169 prebivalcev. Mesto ima priljubljeno plažo za prebivalce Bangkoka. Železniški hotel, sedaj bolj na splošno znan kot The Hotel Sofitel, je znana stara zgradba, ki je bila uporabljena kot Hotel Pnom Phen v  filmu The Killing Fields.

## Lokacija
Mesto Hua Hin se nahaja med provinco Cha Am, ki ježi na severu in Amphoe Pran Buri provinco, ki je na jugu.